# Радивоје Пешић
Радивоје Пешић (Велес, 1931 — Београд, 7. јануар 1993) био је српски и македонски песник, књижевник и књижевни приређивач. Бавио се и преводилаштвом, првенствено са македонског језика.
Као присталица српске аутохтонистичке школе 1990-их година постао је чувен по наводним открићима у вези винчанског писма.

## Објављена дела

### Аутор

#### Поезија
- Спевано у ноћи. Песме, Врање 1952.
- Не плачи Магдалена, Скопје 1956.
- Понекогаш само море, Скопје 1957.
- Девојчица. Поема за децу, Скопље 1958.
- Црвено жито, Скопје 1960.
- Брегови, Скопје 1967.
- Овде вечно овде, Београд 1974.
- Сан риђег брда, Београд 1978.
- Poarta sǎrutului, Iaşi 1983.
- Залутала земља, Трст 1983.
- Qui eternamente qui, Mazara del Vallo 1986.

#### Чланци
- „Тиха заклетва у плавом“, Браничево. Часопис за књижевност, културна и друштвена питања 4 (1961) 42.
- „Прво умирање“, исто 5/6 (1961) 18.
- „Друго умирање“, исто 18-19.
- „Молитва мртвих“, исто 19.
- „Три песме“, исто 4 (1962) 46-47.
- „Романса“, исто 4/5 (1963) 24-26.
- „Прича о усамљеној старици“, исто 1/2 (1964) 72-73.
- „Мотина“, исто 3 (1964) 18.
- „Дијалог“, исто 1/2 (1965) 86-88.
- „Благоје Којић: "Људи из моје гараже", Београд, 1968“, исто 1/2 (1969) 178-179.
- „Ин мемориам: Густав Брили“, исто 1/2 (1969) 186-187.
- "On the Scent of Slavic Autochthony in the Balkans", Завичај. Часопис Матице исељеника Србије 36 (1989) 344-347.
- Сеобе или геометрија идентитета. Сведочанства и контроверзе о кретању европских народа у претхришћанској ери, у: Catena Mundi I. Српска хроника на светским веригама, Краљево 1992, 23-27.
- Трагом Словена, трагом Срба, у: исто, 212-215.
- Трагом аутохтоности Словена на Балкану, у: Catena Mundi II, Краљево 1992, 888-892.

#### Остало
- Раде Драинац, Црни дани. Записи, Цетиње 1963. (предговор)
- Василије Кукић, Авлија, Београд 1963. (предговор)
- Славко Јаневски, Београд 1968.
- Драган Кулиџан, Школска лектира. За III разред основне школе, Београд 1968. (предговор)
- Балканолошке студије Ђорђа Нуриђанија, Београд 1970.
- Живадин М. Стевановић, Целокупна лирика, Горњи Милановац 1974. (поговор)
- Милисав Павловић, Химна њиви, Београд 1975. (о аутору)
- Омеро Аридхис, Магична флаута, Београд 1976. (коментар)
- Бранислав Бојић, Године и бронза. Песме, Београд 1976. (коментар)
- Један вид македонског романа, Београд 1980.
- Фриђери Оливер, Лаж, Београд 1982. (поговор)
- Хуан Октавио Пренс, Посланице из новог света, Београд 1984. (предговор)
- Франческо Глигора, Цвеће наде, Београд-Милано 1985. (предговор)

##### Постхумно
- Како помоћи Европи, Београд 1993.
- Жарко Ђуровић, Церебрални пасијанс. Поезија, Никшић 1994. (поговор)
- Винчанско писмо и други граматолошки огледи, Београд 1995, 1999, 2001, 2004, 2008.
- Завера порицања. Предавања и записи 1985-1992, Београд 1996.
- Оптужујем ћутање. Завера порицања, како помоћи Европи. Записи и предавања 1982-1992, Београд 2001, 2003, 2009.
- Велесова књига. Најстарији докуменат о Словенима, Београд 2003, 2005, 2008, 2013. (коментари)
- Прва Европа, Београд 2005. (аутор поглавља)

### Преводилац
- Никола Јонков Вапцаров, Песме, Цетиње 1963.
- Евгеније Виконуров, „Људи у пољу“, Браничево. Часопис за књижевност, културна и друштвена питања 1 (1968) 51.
- Иван Рудников, „Путник са Тахитија“, исто 1/2 (1969) 31.
- Ђорђо Нуриђани, Афоризми, Београд 1972. (и приредио)
- Борис Вишински, Дуга, Београд 1973.
- Анте Поповски, Тихо лето, Београд 1973. (и поговор)
- Марко Цепенков (1829-1920). Поводом 150. годишњице рођења, Скопље-Струга 1979.
- Одисеј Елитис, Рађање пејзажа, Крушевац 1980.
- Марија Бака Ставраку, Трновит свет, Београд 1980.
- Македонска народна лирика, Ниш 1981.
- Савремена поезија Кипра, Крушевац 1981. (и приредио)
- Борис Вишински, Барбара, Београд 1983.
- Мирабаи, Дозирање љубави, Београд 1983.
- Константин Миладинов, Димитрије Миладинов, Одабране стране. Македонске народне умотворине, Титоград 1983.
- Борис Вишински, Лавина, Београд 1985.
- Борис Вишински, Тесно море, Београд 1986.
- Предсмртна љубавна песма. Caurapancaśika, Крушевац 1986.
- Перо Коробар, Македонска национална култура у Пиринском делу Македоније, Скопље 1989.
- Трајан Петровски, Митска земља, Београд 1990.
- Петре Бакевски, Пребивалишта, Крушевац 1991.

#### Постхумно
- Велесова књига I, Београд 1997, 2000. (и коментари)

### Приређивач
- Повеља љубави за земљу. Антологија српских песника са села, Цетиње 1963.
- Ацо Караманов, Црвена пролет, Скопје 1963, 1984. (и поговор)
- Александар Поповић, Душан Радовић, Девојчица у плавој хаљини. На слово - на слово. Причам ти причу, Београд 1971.
- Македонски писци деци. Писци народности деци, Београд 1971.
- Милош Ђорђевић, Сабране песме, Скопље 1971.
- Антон Павлович Чехов, Еленор Фарџен, Три приповетке. Нанине приче, Београд 1971.
- Драган Кулиџан, Франце Бевк, Ванка партизанка и друге приче. Шума и пахуљице, Београд 1971.
- Мира Алечковић, Алекса Микић, Звездане баладе. Приче о малим борцима, Београд 1971.
- Бајке из целога света 1-2, Београд 1971.
- Поезија радних руку. Зборник поетских радова учесника Скупа самоуправљача "Црвени барјак", Крагујевац 1973.
- Чиле '73., Скопје 1974.
- Ацо Караманов, Прозни записи, Скопје 1981.